# 7A busz (Szombathely)
A szombathelyi 7A jelzésű autóbusz a Vasútállomástól közlekedett az Újtemető megállóhelyig. Csak Ikarus típusú autóbuszok közlekedtek. A vonalat a Vasi Volán Zrt. üzemeltette. A járat 2009-ig közlekedett.

## Közlekedése
Mindennap közlekedett a reggeli és a délutáni csúcsidőben.

## Útvonala
| Vasútállomás → Újtemető |
| --- |
| Vasútállomás – Szelestey László utca – Vörösmarty Mihály utca – Szent Márton utca – Thököly Imre utca – Kiskar utca – Óperint utca – Kálvária utca – Jókai Mór utca – Nárai út – Nárai Külső út – Ferenczy István utca – Újtemető |

## Megállóhelyei
| 0  | Vasútállomás induló végállomás |                    | Szombathely Helyi autóbusz-állomás, Éhen Gyula tér                                 |
| 2  | 56-osok tere (Vörösmarty utca) | 1, 1A, 2C, 3, 6, 8 | 56-osok tere, Vámhivatal, Földhivatal, Államkincstár, Gyermekotthon                |
| 4  | Aluljáró (Szent Márton utca)   | 1, 1A, 3, 6, 8     | Borostyánkő Áruház, Vásárcsarnok, Vízügyi Igazgatóság                              |
| 6  | Városháza                      | 1, 1A, 3, 6, 8, 9  | Városháza, Fő tér, Isis irodaház, Okmányiroda                                      |
| 8  | Óperint üzletház               |                    | Óperint üzletház, Nyomda, Kiskar utcai rendelő, Evangélikus templom                |
| 10 | Géfin Gyula utca               |                    | Szombathelyi TV, Öntöde Sportcentrum, Reményik Sándor Evangélikus Általános Iskola |
| 11 | Nyugdíjasok Otthona            | 2A, 2C             | Nyugdíjasok Otthona, Kálvária, Szent István park, Bagolyvár                        |
| 13 | Nárai útelágazás               |                    | Idősek Otthona                                                                     |
| 14 | Sarlay telep                   |                    |                                                                                    |
| 15 | Fadrusz János utca             |                    | Hősi temető                                                                        |
| 17 | Újtemető érkező végállomás     |                    | Újtemető                                                                           |

## Menetrend

### Vasútállomástól indult
| Óra | Munkanapokon | Szabadnapokon | Munkaszüneti napokon | Tanszüneti munkanapokon |
| --- | ------------ | ------------- | -------------------- | ----------------------- |
| 5   | 10, 50       | 50            | 50                   | 10, 50                  |
| 6   | 10, 30, 50   | 30            | 30                   | 10, 30, 50              |
| 7   | 10, 30, 50   | 10, 50        | 10, 50               | 10, 30, 50              |
| 13  | 10, 30, 50   | 10, 50        | 10, 50               | 10, 30, 50              |
| 14  | 10, 30       | 30            | 30                   | 10, 30                  |
| 15  | 10, 30, 50   | 10, 50        | 10, 50               | 10, 30, 50              |
| 16  | 10, 30, 50   | 30            | 30                   | 10, 30, 50              |
| 17  | 10, 30, 50   | 30            | 30                   | 10, 30, 50              |